# O Corymbo

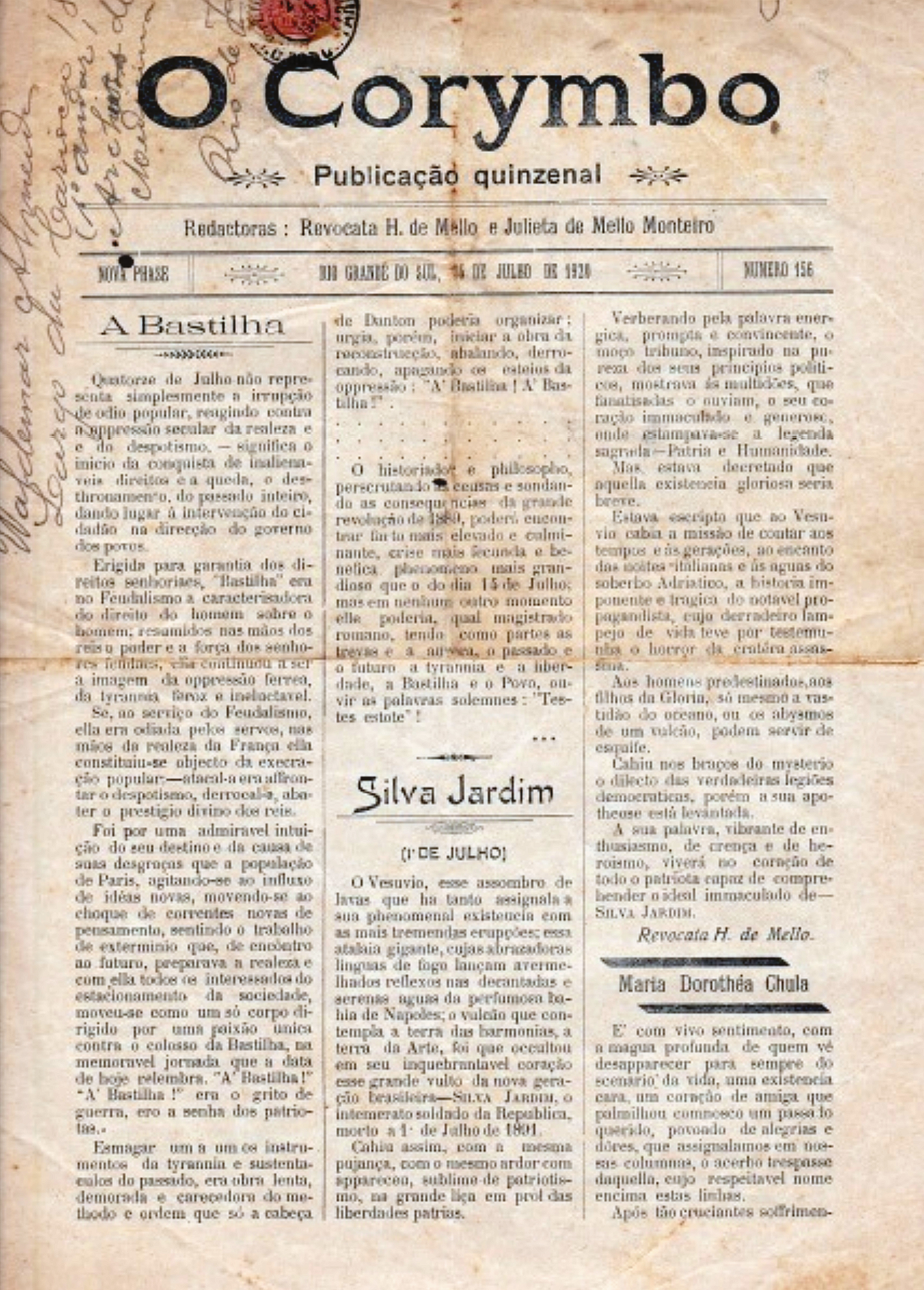
O Corymbo, edição de 10 de julho de 1920.

O Corymbo foi um periódico brasileiro lançado em 21 de outubro de 1883 na cidade de Rio Grande (Rio Grande do Sul) pelas irmãs Revocata Heloísa de Melo e Julieta de Melo Monteiro, que desenvolviam significativa atividade literária e jornalística. 

## História
Originalmente, O Corymbo era uma revista semanal, impressa pela tipografia da Livraria Americana de Pelotas, mas mudou de formato, paginação, periodicidade e local de impressão várias vezes. Em junho de 1885 passou a ser mensal, com dezesseis a trinta e duas páginas e capa em papel colorido. Foi interrompido em novembro de 1888, e reativado em 1889 como semanário, com quatro páginas, sem capa e com anúncios comerciais. De 1898 até 1910 circulou quinzenalmente, foi interrompido outra vez e reativado em 1913, com quatro ou oito páginas, capa e sumário. A partir de 1928 voltou a ser semanal, sendo extinto definitivamente em 1944. Era financiado através de anúncios, assinaturas e contribuições particulares. A partir de 1930 as principais contribuições vinham da maçonaria.
Teve uma larga circulação no Rio Grande do Sul, chegando também ao Rio de Janeiro, São Paulo, Ceará, Santa Catarina, Paraná, Minas Gerais, Mato Grosso, Bahia, Pará, Goiás, Maranhão e Espírito Santo. Além de Revocata e Julieta, contava com vários outros articulistas e colaboradores, a maioria mulheres, entre eles Matilde Monteiro, Maria Lacerda de Moura, Ana de Castro Osório, Rúbio Brasiliano Ferreira, Lola de Oliveira, Mariana Coelho, Aracy Fróes e Brasil Gerson. Inicialmente um periódico literário, publicando prosa, poesia, crítica e traduções de autores estrangeiros, logo expandiu seu escopo para incluir noticiário, artigos e ensaios sobre maçonaria, comportamento, educação, saúde, família, política, trabalho, feminismo, moda, biografias e obituários, cartas de leitores, divulgação institucional, crônicas históricas, notas sociais e receitas culinárias.
Sua principal relevância reside na ênfase no conteúdo escrito principalmente por e para as mulheres, numa sociedade em que o preconceito de gênero sempre foi muito forte. Segundo Inês Castilho, o periódico deu "grande contribuição à cultura brasileira e à história das mulheres". Para Constância Lima Duarte, foi "um dos mais importantes e talvez o mais longevo jornal editado por mulher em nosso país". Na visão da historiadora Mary Del Priore, foi "uma caixa de ressonância do feminismo brasileiro.